# سقنقور خالدار
 اسکینک خالدار(نام علمی: Chalcides ocellatus) نام یک گونه از تیره سقنقور است.